# Windmotor Polder Monnikehuis
De windmotor Polder Monnikehuis of  windmotor Hartwerd is een poldermolen nabij het Friese dorp Hartwerd, dat in de Nederlandse gemeente Wonseradeel ligt.

## Beschrijving
De windmotor Hartwerd is een rond 1925 gebouwde Amerikaanse windmotor met achttien bladen van het type Record. Hij staat enkele honderden meters ten oosten van Hartwerd aan de Oude Kloostervaart. De molen, die eigendom is van de Monumentenstichting Wûnseradiel, is een rijksmonument. De molen is niet geopend voor publiek.